# Apolodoro (jurisconsulto)
Apolodoro, jurisconsulto del siglo V. Colaboró en la redacción del Código de Teodosio (la fuente utiliza la denominación "Teodosio el Joven", aunque lo sitúa en Oriente y en el año 438, por lo que debe referirse a Teodosio II y no a Teodosio I el Grande).